# Eryngium fluitans
Eryngium fluitans är en flockblommig växtart som beskrevs av Marcus Eugene Jones. Eryngium fluitans ingår i släktet martornar, och familjen flockblommiga växter. Inga underarter finns listade i Catalogue of Life.